# Heliconius depuncta
Heliconius depuncta är en fjärilsart som beskrevs av Eugene Boullet och Le Cerf 1909. Heliconius depuncta ingår i släktet Heliconius och familjen praktfjärilar. Inga underarter finns listade i Catalogue of Life.